# Фридрих Кюн
Фридрих Кюн (на немски: Friedrich Kühn) е германски офицер, който служи по време на Първата и Втората световна война.

## Живот и кариера
Фридрих Кюн е роден на 7 август 1889 г. в Ойтин, Германия. През 1909 г. се присъединява към армията като фаненюнкер. По време на Първата световна война служи в пехотата. След края ѝ се присъединява към Райхсвера. На 1 август 1936 г. е издигнат в чин оберст. В началото на Втората световна война командва 3-та и 14-а танкова бригада. През 1940 г. заема за кратко поста действащ командир на 3-та танкова дивизия. На 1 юли 1940 г. е издигнат в чин генерал-майор, а на 4 юли е награден с Рицарски кръст. Между 1 ноември 1940 и 21 март 1941 г. командва 15-а танкова дивизия, а между 22 март 1941 и 1 юли 1942 г. - 14-а танкова дивизия. На 1 юли 1942 г. е издигнат в чин генерал-лейтенант, а на 1 април 1943 г. в генерал на танковите войски. Следващите назначения на Кюн са в главния щаб отговорен за моторизацията на армията. Загива на 15 февруари 1944 г. по време на бомбардировки на Берлин.